# Скобликов, Евгений Георгиевич
Евгений Георгиевич Скобликов (10 июля 1990 года, Владивосток, СССР) — российский футболист, полузащитник.

## Биография
Воспитанник тольяттинской Академия Коноплева. В 17 лет признавался[кем?] самым талантливым российским футболистом по своему возрасту. В 2011 году вернулся на родину и подписал контракт с «Лучом-Энергией». В команде пробыл четыре года, играл на правах аренды в «Мостовике-Приморье» и ульяновской «Волге».
В 2018 году возобновил карьеру в клубе Первой лиги Армении «Ереван». В 2019 году вместе с белорусской «Белшиной» победил в соревнованиях в Первой лиге. В марте 2020 года дебютировал в высшей лиге страны 22 марта в матче первого тура против «Минска» (1:3).
Также выступает в медиафутболе. Играл за FC Bus, в конце мая 2023 года перешёл в Fight Nights.

## Достижения
- Победитель первой лиги Армении (1): 2018/19.
- Победитель Первой лиги Белоруссии (1): 2019.